# Jimmy Cowan
Quinton James Cowan, detto Jimmy (Gore, 6 marzo 1982), è un rugbista a 15 neozelandese, mediano di mischia, dal 2012 al Gloucester, in English Premiership; vanta il titolo di campione del mondo nel 2011 con gli All Blacks.

## Biografia
Militante nella provincia rugbistica di Southland, con la quale esordì nel 2000, Cowan fece la sua prima apparizione in Super Rugby nel 2003 nelle file degli Highlanders, franchise professionistica di Dunedin.
Nel novembre 2004, a Roma, esordì negli All Blacks in un test match contro l'Italia, subentrando a partita in corso al titolare Byron Kelleher; la successiva convocazione fu solo un anno più tardi, a fine 2005, e nel corso del Tri Nations 2006 disputò contro il Sudafrica a Rustenburg la sua prima partita da titolare; alla vigilia della Coppa del Mondo di rugby 2007 fu escluso dalla rosa dei convocati alla competizione.
Tornò in pianta stabile in squadra nel 2008, formando la cerniera di mediana con Dan Carter.
Convocato alla Coppa del Mondo di rugby 2011 disputò quattro incontri nel torneo, quelli della fase di qualificazione, i suoi ultimi in Nazionale, laureandosi campione del mondo.
Già accordatosi a marzo 2012 con il Gloucester, club inglese di Premiership, con un contratto biennale a partire dalla stagione 2012-13, Cowan ha chiesto al suo nuovo club di poter ritardare l'arrivo per avere la possibilità di raggiungere il suo centesimo incontro per Southland, traguardo conseguito a metà settembre, grazie al quale è entrato nel ristretto club di giocatori che possono vantare tale minimo numero di presenze sia con la squadra provinciale che con la franchise afferente (108 gare di Super Rugby con gli Highlanders); dieci giorni più tardi ha disputato il suo centoduesimo e ultimo incontro.

### Vita privata
Amante del golf e delle motociclette Harley-Davidson, Cowan è amico intimo di Dan Carter, più anziano di lui di un solo giorno; nel dicembre 2011 fu tra gli accompagnatori dello stesso Carter al matrimonio di quest'ultimo con Honor Dillon.

## Palmarès
- Coppe del mondo: 1
Nuova Zelanda: 2011